# Чистопольский сельский совет (Верхнерогачикский район)
Чистопольский сельский совет (укр. Чистопільська сільська рада) — входит в состав
Верхнерогачикского района
Херсонской области
Украины.
Административный центр сельского совета находится в 
с. Чистополье
.

## История
- 1929 — дата образования.

## Населённые пункты совета
- с. Чистополье
- с. Кожемяки
- с. Алексеевка